# Ernesto Cordones
Ernesto Cordones fue un futbolista argentino. Jugaba como defensor y como mediocampista, desarrolló su carrera entre las  décadas de 1920 y 1930. Su último club fue Rosario Central.

## Carrera

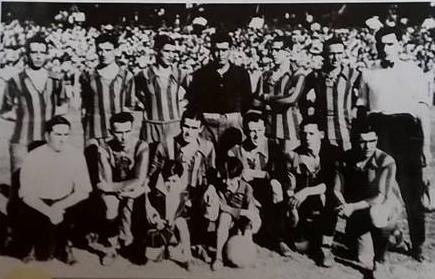
Equipo de Rosario Central que se coronó en 1928, al vencer a Newell's en partido desempate. Parados: Arturo Podestá, José Fioroni, Francisco de Cicco, Octavio Díaz, Ernesto Cordones, Félix Romano; hincados: Ricardo Reol, Armando Bertei, José Podestá, Alberto Retto, Antonio Miguel.

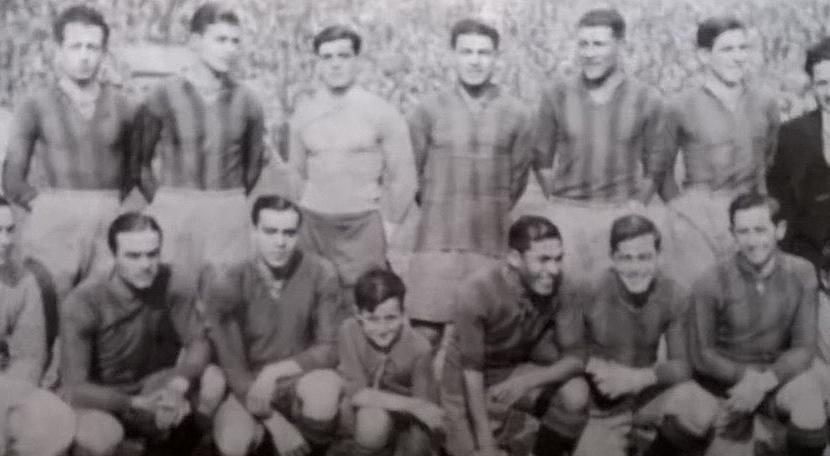
Rosario Central campeón de 1930. Parados: Arturo Podestá, Francisco de Cicco, Luis Bray, Juan González, Teófilo Juárez, Ernesto Cordones; hincados: Pascual Salvia, Luis Indaco, Ramón Luna, Gerardo Rivas, Juan Francia.

Comenzó jugando en Atlantic Sportsmen, equipo de la Liga Rosarina de Fútbol en la era amateur del balompié argentino. Sus buenos rendimientos llamaron la atención de Rosario Central, que lo incorporó en 1928 para suplir a Florencio Sarasíbar. Ese mismo año se coronó campeón de la Copa Vila, al triunfar Central sobre Newell's Old Boys en partido desempate, disputado el 16 de diciembre y con marcador de 1 a 0 para Central. Formó dupla de marcadores centrales con Francisco De Cicco. Ante la llegada de Juan González, proveniente de Nacional (actual Argentino de Rosario), Cordones pasó a integrar el mediocampo, ocupando preferentemente el sector izquierdo del mismo. En esta nueva posición, fue habitual titular en la conquista de una nueva edición de la Copa Vila, en 1930. Sus habituales compañeros en la línea media fueron Teófilo Juárez y Arturo Podestá. Convirtió su único gol con la casaca auriazul en la fecha inicial de la Copa Vila de 1931, el 26 de abril ante Nacional, ganando los canallas 3-2; dicho certamen quedó inconcluso al determinarse la profesionalización del fútbol en Argentina, con lo que comenzó a disputarse el Torneo Gobernador Luciano Molinas como campeonato de Primera División de Rosario. Se mantuvo en el club de Barrio Arroyito hasta 1933, totalizando 79 presencias en partidos oficiales de Rosario Central.

## Clubes
| Club                         | País      | Año       |
| ---------------------------- | --------- | --------- |
| Atlantic Sportsmen (Rosario) | Argentina | 1925-1927 |
| Rosario Central              | Argentina | 1928-1933 |

## Palmarés
| Equipo          | Liga     | País      | Título            | Año  |
| --------------- | -------- | --------- | ----------------- | ---- |
| Rosario Central | Rosarina | Argentina | Copa Nicasio Vila | 1928 |
| Rosario Central | Rosarina | Argentina | Copa Nicasio Vila | 1930 |